# 고척도서관
고척도서관은 서울특별시 구로구 고척로45길 31 (고척2동 산9-14)에 위치한 도서관이다. 고척근린공원 안에 위치해 있어, 고척근린공원 안내도엔 고척근린공원의 일부로서 소개된다.
휴관일은 매월 2,4째 수요일과 일요일 제외 법정공휴일, 그리고 도서관이 정하는 임시 휴관일이다.

## 대출가능한 자료의 종류와 수, 기간
- 도서자료: 전 시립도서관 총합 대출 10권 범위에서 2주일 5권
- 비도서자료는 서울시 도서관 길잡이와 고척도서관 홈페이지어느 곳에서도 언급하고 있지 않다.
- 동일 자료는 반납 후 1주일 후 재대출 가능하다.

## 개방 시간
| 이용 시간    | 평일          | 평일          | 주말          | 주말          |
| ------------ | ------------- | ------------- | ------------- | ------------- |
| 세부         | 3 - 10월      | 11 - 2월      | 3 - 10월      | 11 - 2월      |
| 종합자료실   | 09:00 - 22:00 | 09:00 - 22:00 | 09:00 - 17:00 | 09:00 - 17:00 |
| 디지털자료실 | 09:00 - 18:00 | 09:00 - 18:00 | 09:00 - 17:00 | 09:00 - 17:00 |
| 어린이실     | 09:00 - 18:00 | 09:00 - 18:00 | 09:00 - 17:00 | 09:00 - 17:00 |
| 일반열람실   | 07:00 - 23:00 | 08:00 - 23:00 | 07:00 - 22:00 | 08:00 - 22:00 |

- 디지털자료실은 중학생 이상 1인당 1일 2회, 1회 1시간 이용할 수 있다.

## 사진 모음

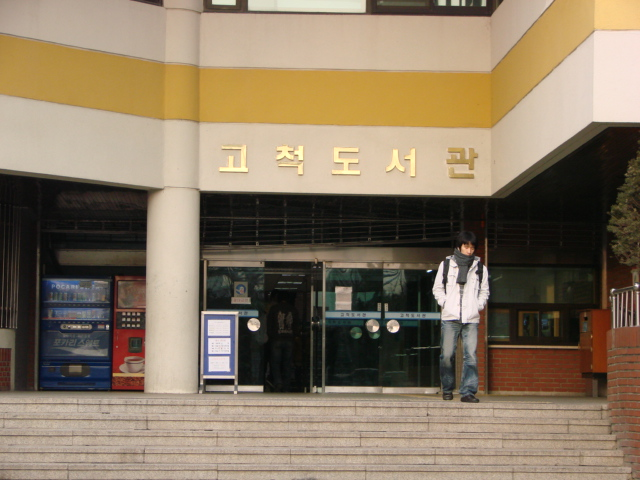
고척도서관 정문

## 참조
1. ↑  서울시 도서관 길잡이